# フェールベリンの戦い

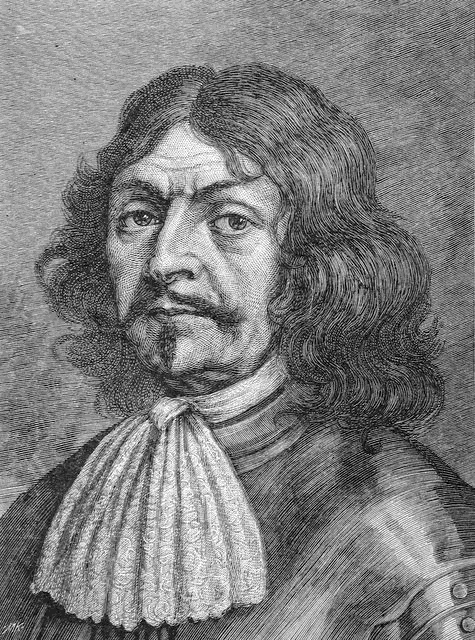
ゲオルク・フォン・デアフリンガー

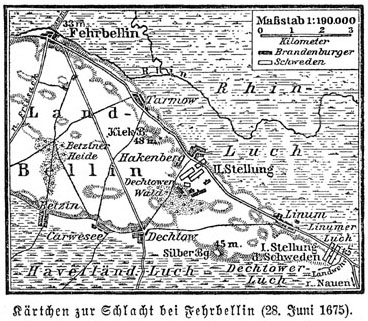
フェールベリンの戦いの地図。

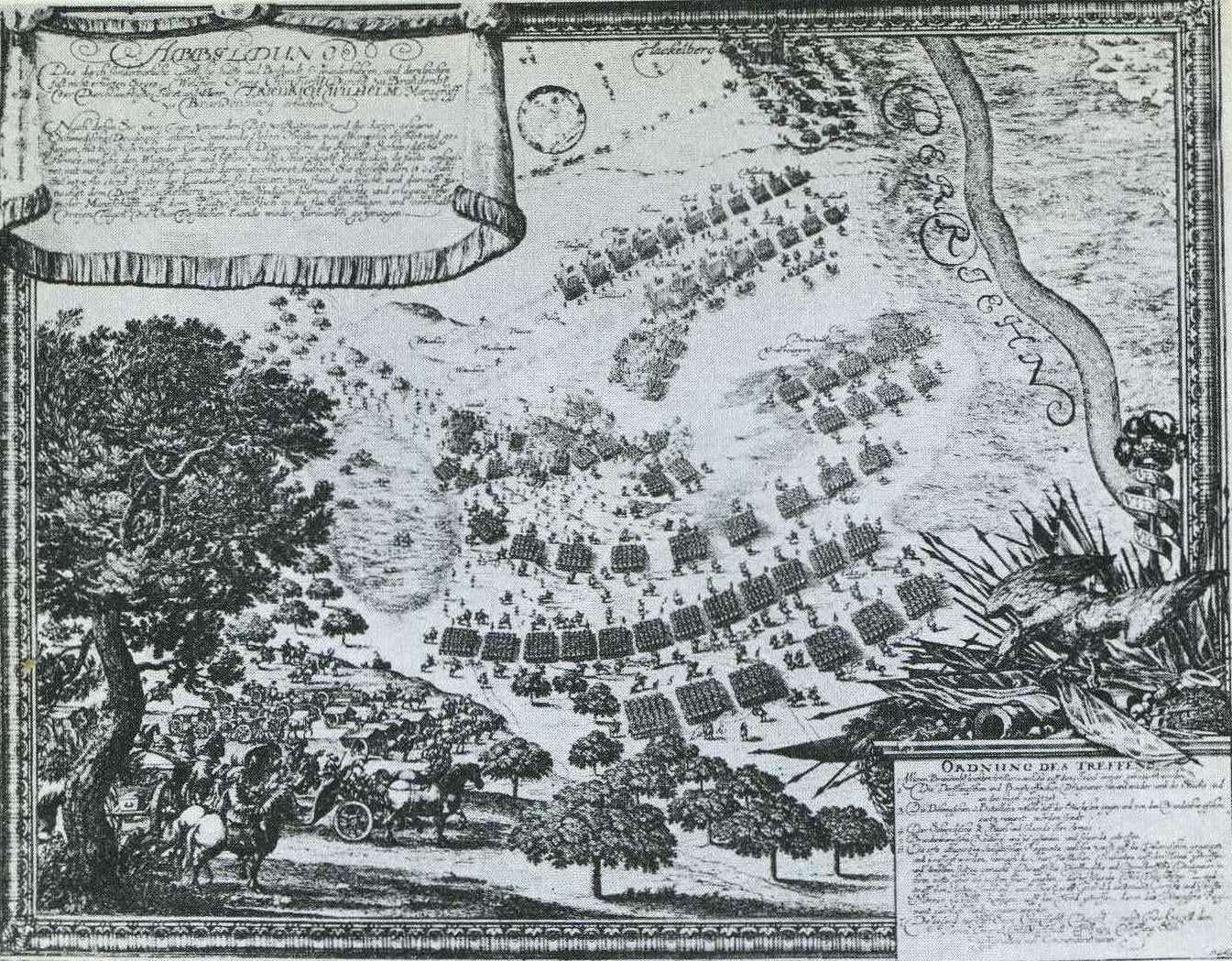
フェールベリンの戦いを描いた古い絵画。

フェールベリンの戦い（独: Schlacht bei Fehrbellin）は、スコーネ戦争中のグレゴリオ暦1675年6月28日、フェールベリン近郊でスウェーデン軍とブランデンブルク＝プロイセン軍が衝突した戦闘である。これは少し前にブランデンブルク辺境伯領の一部を占領したスウェーデンの部隊を、ブランデンブルク軍が破った撤退戦であった。参加兵力から見ればこの戦いの規模は小さかったが、ブランデンブルク＝プロイセンにとっては大きな意義があった。

## 背景

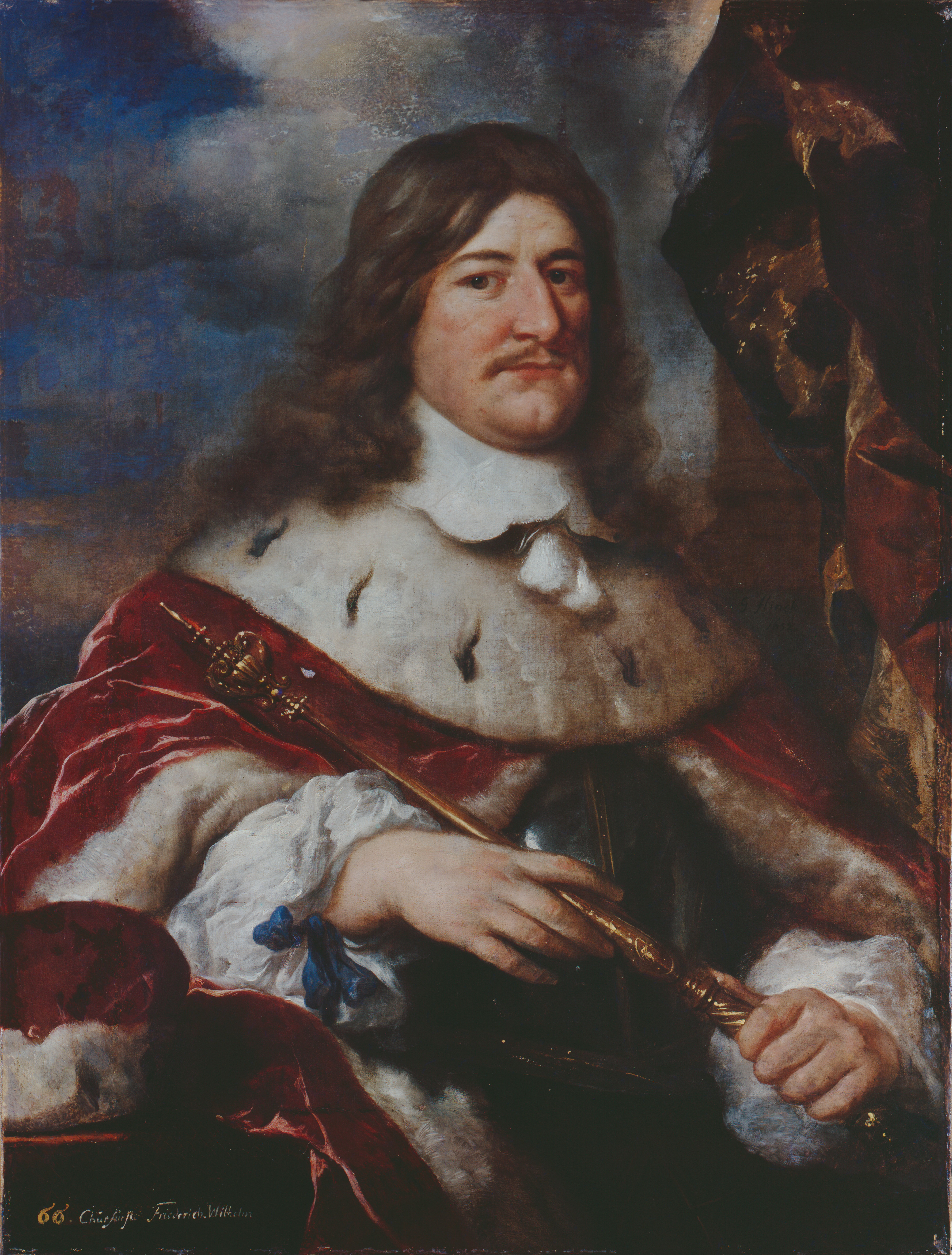
選帝侯ブランデンブルク選帝侯フリードリヒ・ヴィルヘルム、ホーファールト・フリンク作の肖像画。

ブランデンブルク選帝侯フリードリヒ・ヴィルヘルムはオランダ戦争においてフランスへ遠征し、アルザスにいた。同地のテュルクアイムで皇帝軍とブランデンブルク軍は敗北を喫し、撤退を強いられる。1674年12月にはカール・グスタフ・ヴランゲル元帥の異母弟、ヴォルマー・フォン・ヴランゲル中将指揮下のスウェーデン軍が、ライン川上流からの撤退をフリードリヒ・ヴィルヘルムに強いるべくブランデンブルク辺境伯領へ進攻した。これはスウェーデンを補助金と巧みな策略で促したフランスの圧力によるものである。フリードリヒ・ヴィルヘルムはエルスタンでスウェーデン軍襲来の知らせを聞いた。これを受けて彼は軍をブライトへと率い、そこで冬営に入る。冬が過ぎるとブランデンブルク軍は1675年6月5日、三つの戦列に分かれて出発し、6月21日にはマクデブルクに到着した。この進軍速度は非常に優秀で、選帝侯軍の到着を予期していなかったスウェーデン軍を驚かせる。しかしこの努力は、行軍隊形の分離や歩兵のほぼ全てと引き換えにしたものであった。歩兵集団は2日分遅れて従っていた。
スウェーデン軍はブランデンブルク軍の到着に気付いていなかったので、フリードリヒ・ヴィルヘルムはこの利点を活用するため、秘密の保持を命じる。その間にスウェーデン軍は広範な一帯を略奪し、荒廃させた。ブランデンブルク側の農民軍はハーフェルラントの防衛を確実にするためオラニエンブルク、クレンメンとフェールベリンの各地で湿地（Luch）の渡過地点を占領する。スウェーデン軍はハーフェルベルク、ラーテノウとブランデンブルク・アン・デア・ハーフェルを占領した。フリードリヒ・ヴィルヘルムはそれらの土地の中間にあたるラーテノウを占領し、スウェーデン軍を分断しようと決意する。

### ラーテノウの戦い
1675年6月23日、ブランデンブルク軍はゲンティンを経由して行動に移り、6月24日から25日の夜にかけて町を南から攻撃するべく、ラーテノウの北方でハーフェル川を渡る一方、騎兵と竜騎兵は橋を渡って直接攻め寄せた。スウェーデン軍の竜騎兵6個中隊は完全に奇襲された。ゲオルク・フォン・デアフリンガー元帥率いるブランデンブルク軍は町に侵入し、粘り強い戦いの末に防衛軍を圧倒する。10名を除き、スウェーデンの占領軍は戦死するか捕虜となった。そして馬500頭から600頭が鹵獲された。
ブランデンブルク軍が占領していない湿地の渡過地点は、フェールベリンのみだった。同地の橋はブランデンブルク軍のヘンニゲス中佐率いる別動隊が破壊し、堤防に穴を穿っていた。ヴランゲル中将はラーテノウへ向かう途上、同地の陥落を知らされる。それから彼はナウエンに向かい、ブランデンブルク軍より先にそこへ到着した。

### ナウエンの戦い
ナウエンでは近郊の堤防を巡り、ブランデンブルク軍と、その進撃を遅滞させるべく残されていたスウェーデン軍後衛との間に戦闘が生起した。ブランデンブルク軍はスウェーデン軍の抵抗を破り、堤防の制圧に成功する。ナウエンでは牛2000頭が鹵獲され、ブランデンブルク軍は同地で夜を過ごす。6月28日、ブランデンブルク軍に追われるスウェーデン軍は橋を修理してリン川を渡るべくフェールベリンへ向かった。

## 戦闘の経過
撤退戦と、それに参加しない部隊や荷車1500台以上にわたる大規模な輜重隊の撤退を支障なく遂行するため、ヴランゲル中将は7,000名（ドイツ語史料では11,000名から12,000名）を率いてハーケンベルクのやや南に着陣した。指揮下の大砲38門はすでに先行させていたので、彼が投入できたのは急ぎ呼び寄せた7門のみであった。スウェーデン軍は8個旅団および騎兵24個中隊から編成されていた。これより前にスウェーデン軍は三回戦闘隊形をとったが、その都度それを解いている。

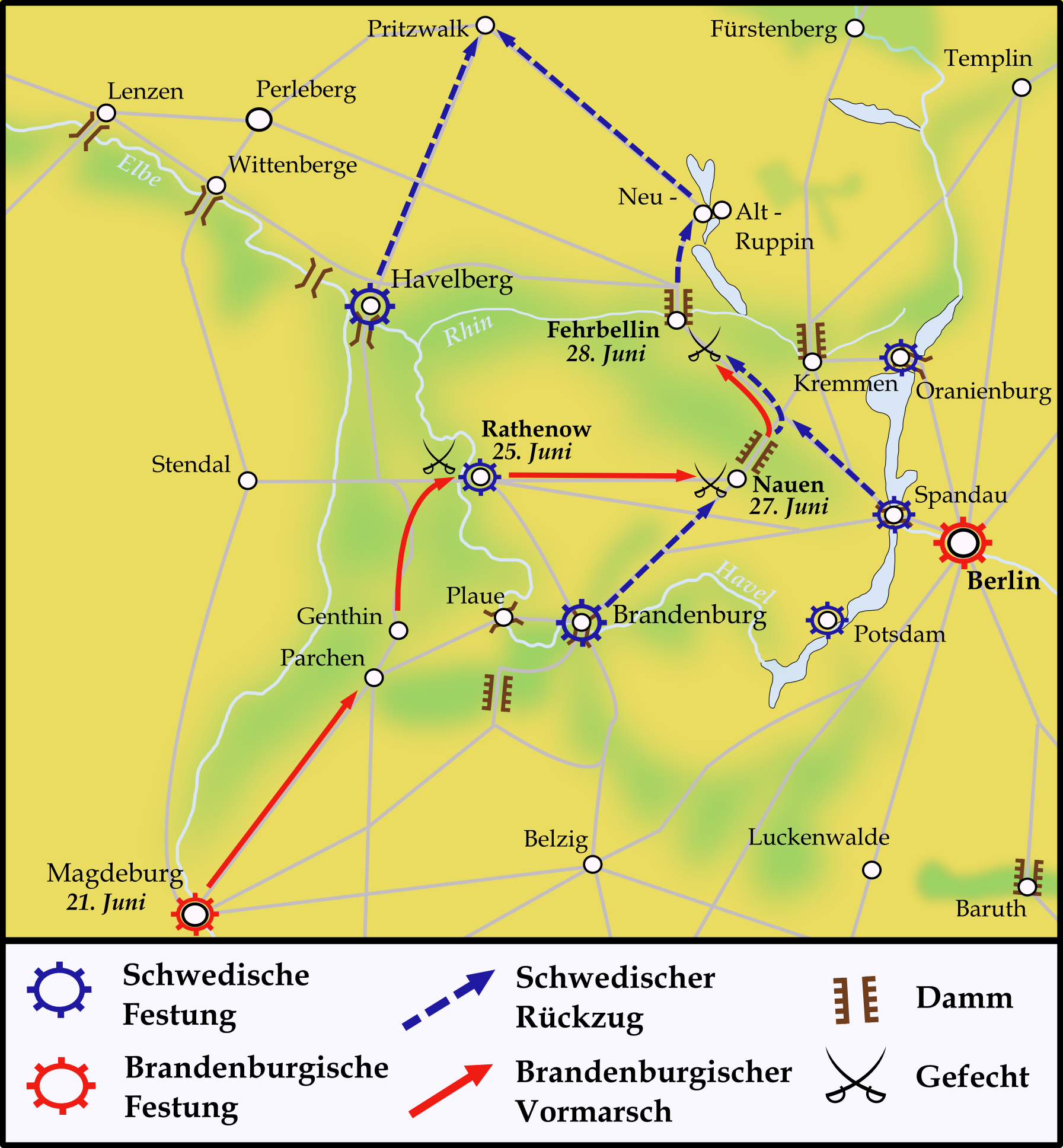
スウェーデン軍を追跡するブランデンブルク軍。

ブランデンブルク軍は約5,000の胸甲騎兵と大砲13門を伴う600の竜騎兵を擁していた。マスケット銃兵は騎兵隊の強行軍に追随できず、なお1日分遅れていた。この歩兵の不足はブランデンブルク軍の不利な点であった。ヴランゲル中将は指揮下の部隊を二つの戦列に分け、古典的な陣形を組ませる。歩兵を中心に置き、騎兵を側面に配置したのである。この歩兵8個連隊は6個の旅団にまとめられていた。そして一つ目の戦列の隙間に砲兵が配置された。スウェーデン軍はハーケンベルクを背後に、リン湿地帯を左翼に控え、右翼はデヒトウのトウヒ林に接していた。右側面の前方から少し離れた所には、カタリーネン沼があった。ブランデンブルク軍の左翼はカタリーネン沼に、右翼はリン湿地帯に接していた。ヴランゲル中将は右翼の方にあった丘を占領しなかった。フリードリヒ・ヴィルヘルムはこのミスを利用し、そこへ竜騎兵2個連隊に援護された砲兵隊を送りこみ、スウェーデン軍に側面から砲火を浴びせる。
ブランデンブルク軍が朝靄と雨に隠れて丘を占領した頃、ヘッセン＝ホンブルク公子フリードリヒ2世はブランデンブルク軍の右翼で戦い、分断の危機に瀕していた。朝の8時頃、配置に就いたブランデンブルク軍の砲兵が戦列を狙って砲撃を開始すると、スウェーデン軍の形勢は悪化し始める。この間に雨も靄も晴れ、ヴランゲル中将は丘から迫る脅威に気付いた。彼はスウェーデン軍に仕官していたマルツァーン中佐に、自軍右翼の騎兵および「ダルヴィヒ」歩兵連隊を率いて攻撃するよう命じる。スウェーデン軍は砲兵を援護していた予備の騎兵隊の撃退に成功した。その勢いは、ほぼ同時に選帝侯が来援するまで止まらなかった。デアフリンガー元帥はホンブルク公子と侍従のブーフ大尉を増援として送り込んだ。彼らはスウェーデン軍の側面を突き、敵を即時の撤退に追い込む。
ヴランゲル中将は左翼がホンブルク公子に脅かされなくなったので、そこから戦力を抽出して打撃を受けていた砲兵陣地を改めて攻撃した。この攻撃はパラッシュや騎兵銃を用いた白兵戦となる。デアフリンガー元帥を含む高級士官69名がその乱戦に身を投じた。元帥はホンブルク公子とメルナー大佐によってこの危機から救出された。この時、メルナー大佐は戦死し、ヘンニゲス中佐が指揮を引き継ぐ。彼は味方の結束を保ち、スウェーデン軍に大きな損害を与えた。長く、双方が大きな被害を被った戦いの末にブランデンブルク軍は優勢を勝ち取り、スウェーデン騎兵を敗走に追い込む。これはスウェーデン軍の「ダルヴィヒ」歩兵連隊の孤立と包囲に繋がった。同連隊は完全に殲滅され、脱出に成功したのは20名のみであり、60名から70名が捕虜となった。そしてマルツァーン中佐は戦死した。
スウェーデン軍は大きな損害を被り、その騎兵は無秩序に陥り丘の奪取に失敗した。さらにブランデンブルク軍が、神聖ローマ帝国軍の来援を待っているという報告が入る。ヴランゲル中将はまだ退路が絶たれているにも拘らず、ハーケンベルクを経由してフェールベリンに撤退することを決意した。侍従ブーフの報告に拠ればスウェーデン側では2,100名が戦死し、さらに多くの者が負傷し、60名から70名が捕虜となる一方、ブランデンブルク側では218名が戦死し、280名が重傷を負ったとされる。
10時頃、スウェーデン軍は二つの戦列を整えるとフェールベリンへの退却を開始した。ブランデンブルク軍は左翼からこれを追撃し、スウェーデン軍と砲火を交えている。その一弾は選帝侯をかすめ、主馬頭エマヌエル・フローベンの右膝から上を吹き飛ばした。その傷により、フローベンは1時間後に死亡している。しかしスウェーデン軍は左翼に強力な歩兵部隊を配し、地形も不適であったため、攻撃の機会は訪れなかった。ただ一度、すぐに防がれた小規模な攻撃が行われたのみである。昼頃、スウェーデン軍は防備の整ったフェールベリンに到着した。選帝侯は同地の砲撃を検討した、配下の進言を退けている。
その夜、スウェーデン軍は橋を応急的に修理した。こうしてフリードリヒ・ヴィルヘルムは明ける1675年6月29日の朝、スウェーデン軍の主力を湿地の対岸に見ることになった。「ゴータ」連隊のマスケット銃兵2個大隊が残り、この撤退を援護していた。デアフリンガー元帥は指揮下の前衛騎兵から1150名をこの銃兵隊の攻撃に差し向け激戦の末、竜騎兵の十字砲火をもって彼らを追い払った。退却の前、スウェーデン軍は貯蔵していた火薬に火を放っていた。それでも大砲5門、砲弾を積んだ荷車10台と弾薬を積んだ荷車4台、火縄9ツェントナーおよびマスケット銃の弾丸7ツェントナーが鹵獲されている。スウェーデン軍の残りはノイルピーンへ撤退した。応急修理された橋は戦闘で破壊されていたので、その追撃は不可能であった。
この会戦とその後の追撃によってスウェーデン軍から戦死者2,400名と捕虜300名から400名が出た一方、ブランデンブルク軍の死傷者は500名であった 。スウェーデン軍はアーダム・ヴァハトマイスター大佐、マルツァーン中佐の他に佐官5名、騎兵大尉6名、数名の尉官と准尉ならびに「ダルヴィヒ」連隊の全士官を失った。ブランデンブルク軍の戦死者にはメルナー騎兵大佐、ハンス・ヨアヒム・フォン・デア・マルヴィッツ少佐、アッセブルク大尉、バイアー大尉、ブルクスドルフ大尉、およびシューナーマルク大尉、数名の少尉と兵218名が含まれている。そしてズュードウ中佐、ケルナー中佐、シュトラウス中佐、ヘンニゲス中佐とブーフ大尉その他の者が負傷した。選帝侯はヘンニゲス中佐を戦場で貴族に叙し、大佐に昇進させた。
ブランデンブルク軍はラーテノウで竜騎兵の軍旗8本といくつかの太鼓を、そして丘の激戦で歩兵の軍旗8本、戦旗2本と大砲5門を鹵獲した。戦死者のほとんどは戦場に埋葬されている。

## 戦いの影響
フェールベリンの戦いはブランデンブルク軍が独力で挙げた初めての勝利であり、ブランデンブルク＝プロイセンの国家意識を強めた。この勝利の結果、スウェーデンはさらに守勢へと追い込まれる。その後、ブランデンブルク辺境伯領は1679年の講和まで軍事的に脅かされることはなかった。またそれまで口実を設けて戦争から距離を置いていたデンマークと神聖ローマ帝国が、同盟の義務を履行してスウェーデンに宣戦する。ブランデンブルク軍からヴィットシュトックまで追撃される間に、ヴランゲル中将の退却は混乱の様相を呈し、指揮下の兵が何千人も脱走した。当初は1,2000名を数えた軍勢のうち、デンミーンに辿りついたのは4,000名のみである。
しかしフェールベリンにおけるこの戦いと、それに続くスウェーデン領ポメラニアの征服そして東プロイセンへの遠征は明確な成果をほとんどもたらしていない。なぜなら1679年のサン＝ジェルマン条約は、この大いなる戦勝が生んだ利益のほぼ全てを無に帰したからである。

## ドイツにおける受容史
すでに同時代から、「フェールベリンの戦い」は全ヨーロッパの注目を集めている。「まだ一度も独力で戦いに赴いたことのなかったブランデンブルク軍が、優勢なスウェーデン軍を戦場で打ち払った」のである。さらに神聖ローマ帝国では、この勝利によって何よりも三十年戦争の時と同じように、フランス＝スウェーデン間の覇権争いの舞台になるという同時代人の切実な不安が払われたのであった。それゆえ遠いシュトラースブルクでさえフリードリヒ＝ヴィルヘルムの歌が詠まれ、その中でこのホーエンツォレルン家の当主が初めて「大選帝侯」と称えられたことは驚くに値しない（右記を参照）。数年後の1682年でもなお、フランクフルト・アム・マインで出版されたテアートルム・エウロペーウムが下記の評価を記している。
スウェーデン側の歴史記述はフェールベリンの会戦に撤退戦以上の意味を与えていない一方、ドイツ側の文献はここに歴史上の転換点を見出している。従って「フェールベリンの騎兵の日」は第一次世界大戦の終わりまで、ブランデンブルクの勝利にプロイセン興隆の始まりを見出すドイツの歴史家から、特別な関心を引いていたのである。この見方には早くも18世紀、その起源があった。プロイセン国王フリードリヒ2世は1751年に上梓した『ブランデンブルク家の歴史の回顧録』（Mémoires pour servir à l’Histoire de la maison de Brandebourg）ですでに「有名で決定的な戦い」に触れ、それが「怜悧よりも勇気によって引き起こされ」「（選帝侯フリードリヒ・ヴィルヘルムが）長旅で疲労した小規模な騎兵隊をもって、その勇敢さで神聖ローマ帝国とポーランドを破った、多勢で有力な歩兵に打ち勝った」戦いであり、「その子孫はこの有名な会戦を、ブランデンブルク家がそこから到達した偉大さの始まりと受け止めている」と記述している。

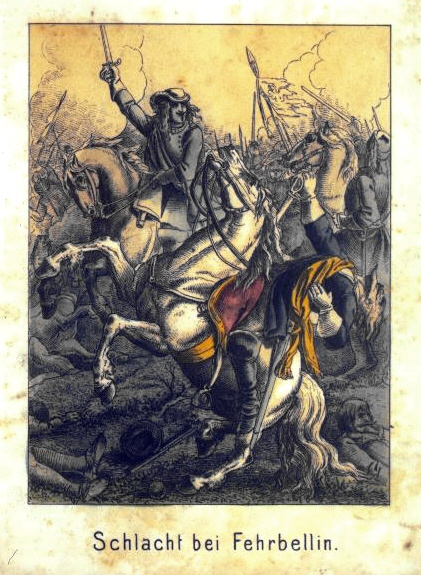
美化して描かれた主馬頭エマヌエル・フローベンの最期。『ドイツ史の絵画と言い伝え：ドイツの若人の成長を願って』 (ベルリン、1863年)より。

後世の歴史家は、1675年6月28日が「戦場においてブランデンブルク＝プロイセン興隆の始点を示した、ブランデンブルクの勝利の日である」という、この解釈を受け継ぐ。第二次世界大戦の後、この見方から軍の美化は大幅に抜け落ちたものの、この戦い自体は現在もなお歴史上の転換点として認められている。例えば1998年、歴史家のハインツ・シリンクは「フリードリヒ2世の下でプロイセン神話となるホーエンツォレルン家当主の軍事的巧緻は、フェールベリンに始まった。」と記述した。
ドイツにおける歴史記述の、フェールベリンの戦いに関するその他の観点は選帝侯フリードリヒ・ヴィルヘルムと、戦闘中に彼が果たした役割の美化にある。その焦点化は19世紀の間に集中的に行われ、帝政の時代にその頂点に達した。この解釈の目的は支配者の家であるホーエンツォレルン家の神話の構築であり、それゆえに特に教科書で頻繁に扱われたのであった。例えば1905年の教科書にはこうある。
その時、特別な役割を果たしたのは選帝侯の主馬頭、エマヌエル・フローベンの伝説的な振舞いであり、それは軍国主義的な時代において求められた義務遂行の象徴となった。それに拠れば選帝侯は選帝侯は白馬に乗っており、主馬頭はスウェーデン兵がそれを他と比べて何度も撃っていることに気付いた。その白馬が怯えているという口実を設け、彼は選帝侯を説き伏せ、自分が乗っていた茶色の馬と交換する。それから数分後、主馬頭は凶弾に倒れた。帝政時代の教科書で、フローベンの行動はしばしば職務遂行の模範として描写されている。
これは当時の若い世代に、「皇帝、国民と祖国のための英雄的な最期を」という主張を身近に感じさせるための手段の一つとなったのである。

## 記念
この戦いはハインリヒ・フォン・クライストの戯曲、『ホンブルクの公子フリードリヒあるいはフェールベリンの戦い』（1809年 - 1810年執筆、1821年初演）の背景となっている。しかしそのあらすじに、史実の事件や関連人物と共通することは何もない。
ハーケンベルク付近の「選帝侯の丘」に立つ、いわゆる「新記念碑」（ハーケンベルク戦勝記念塔）は展望塔として造られている。二つに分かれた台座は四隅を丸めたサイコロの形をしており、その上に周りを巡る回廊を支える、高さ23メートルの円筒状の構造物が建てられている。この回廊は格子細工と、その中心の砂岩の円錐から構成されている。その円錐の上には後に金箔を施された、勝利の女神ヴィクトーリア（ニケとも。ベルリンの言葉で「小さな黄金のエルゼ」と呼ばれる）の銅像が立っており、ベルリンの戦勝記念塔に立つ「大きな黄金のエルゼ」の先駆的モデルとなった。台座の階の外側には献辞を彫り付けた銘板があり、その上に大選帝侯の大きな胸像を据えた、巨大な円形の壁龕が配されている。この記念碑は皇太子フリードリヒ・ヴィルヘルム（後のドイツ皇帝フリードリヒ3世）の主導で立てられ、1875年6月18日には定礎式が執り行われた。除幕式が祝われたのは1879年9月2日、いわゆる「ゼダンの日」のことであった。
1893年、リヒャルト・ヘンリオンが作曲した『フェールベリン騎兵隊行進曲』は現在もなお、軍楽隊の演目の中では最も人気のある作品の一つであり、ドイツ連邦軍の様々な部隊の連隊付き行進曲となっている。1918年にドイツ帝国が終焉を迎えると、この曲は「我々は（親愛なる）老帝ヴィルヘルムを再びお迎えしたい」という一節とともに流行歌となり、この関連において「皇帝ヴィルヘルム行進曲」と呼ばれた。
1920年までベルリンに編入されなかった、郊外のヴィルマースドルフには1892年、フェールベリン広場が造られた。1913年にはそこにフェールベリーナー・プラッツ駅が建設され、1934年以降はその駅舎が馬蹄状に改築されている。

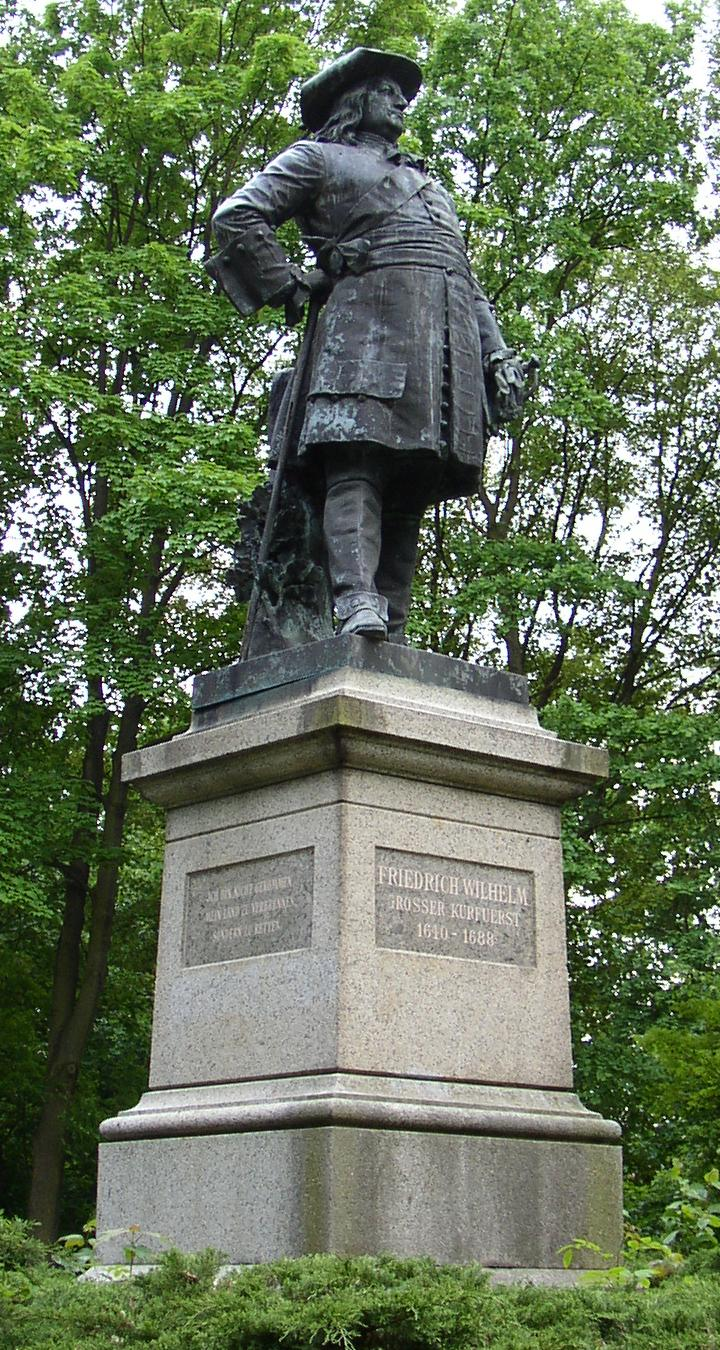
フェールベリンにあるフリッツ・シャーパー（英語版）作の記念碑。
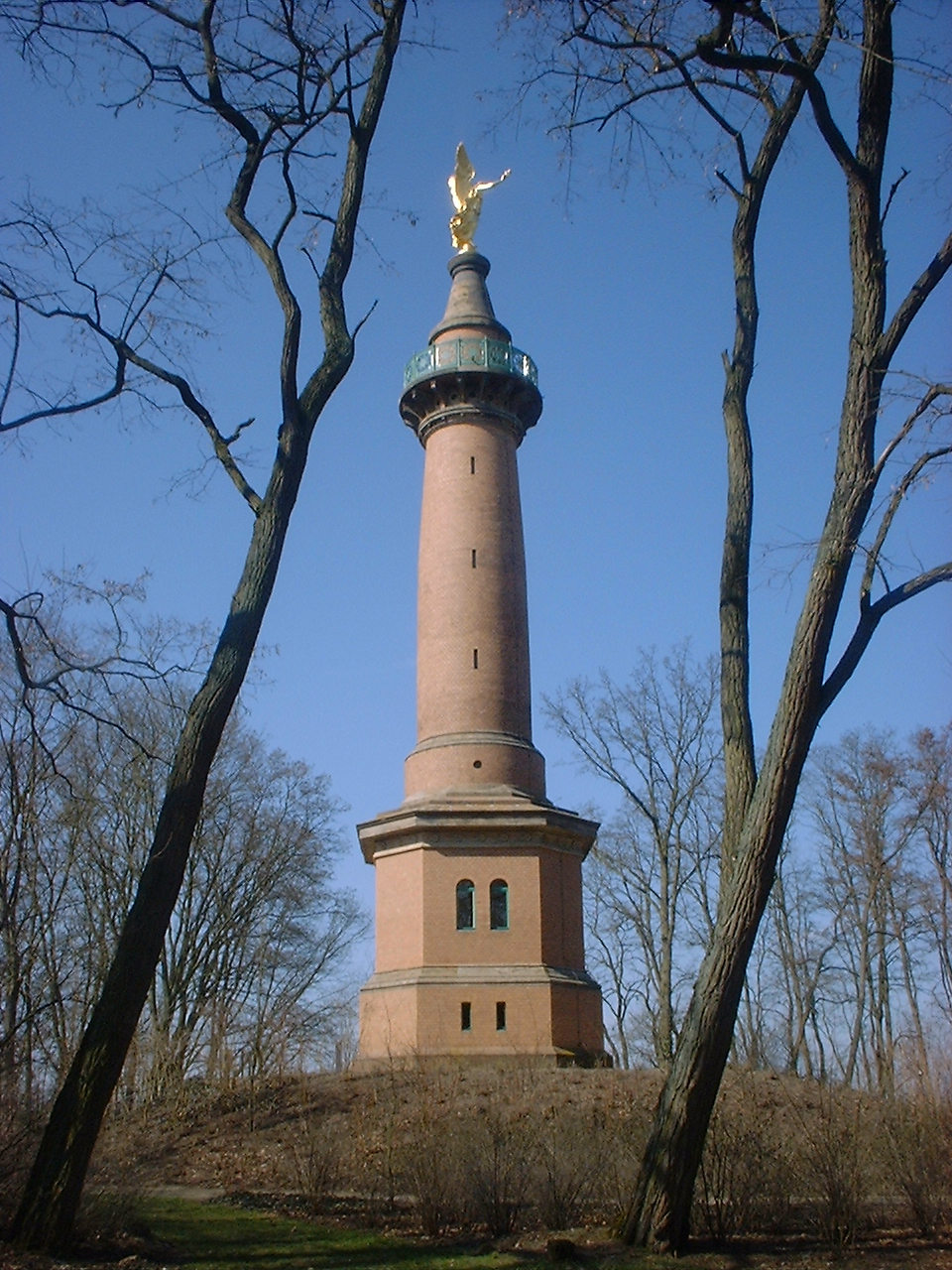
ハーケンベルクの戦勝記念塔。
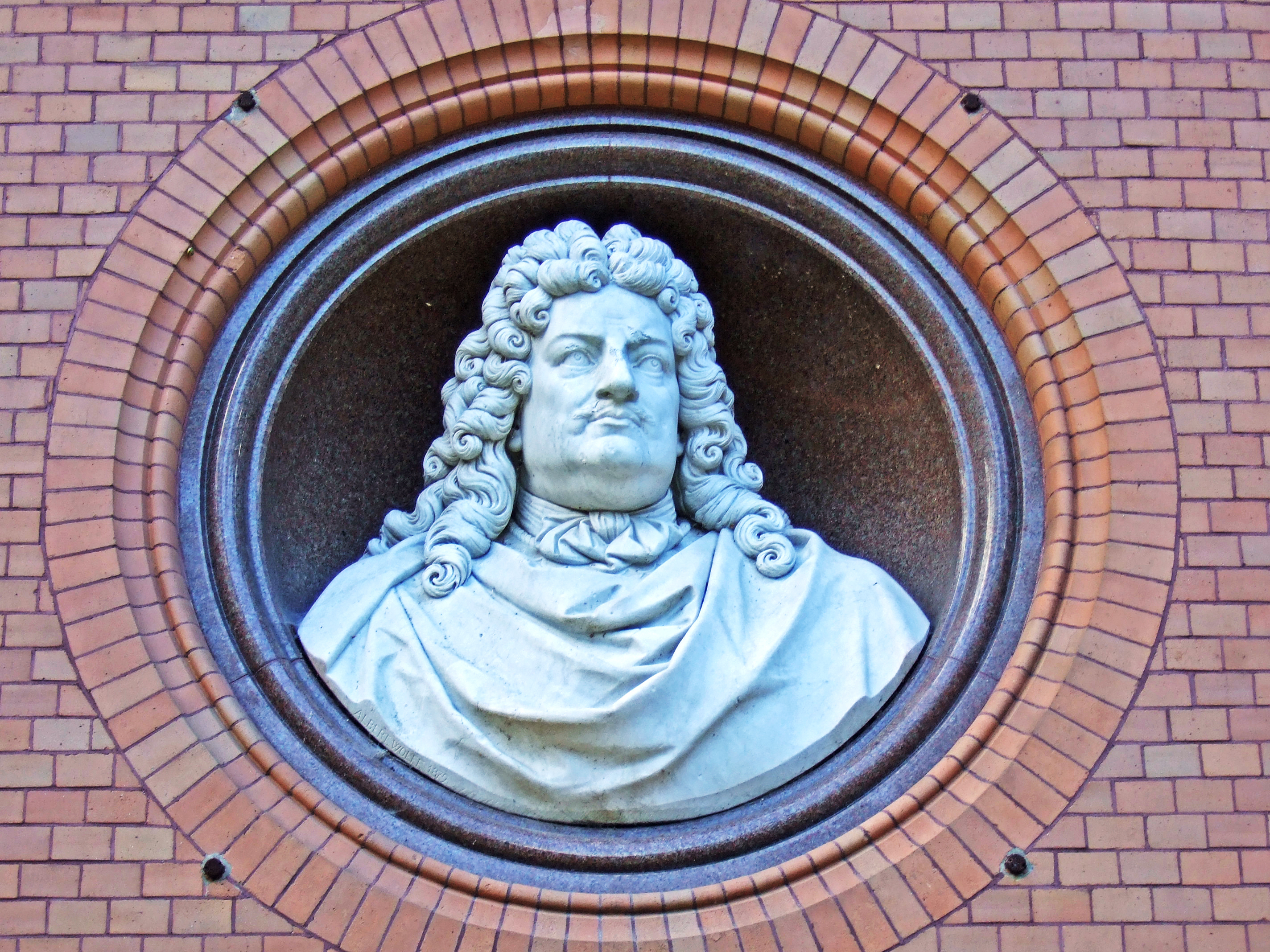
戦勝記念塔の台座の胸像。
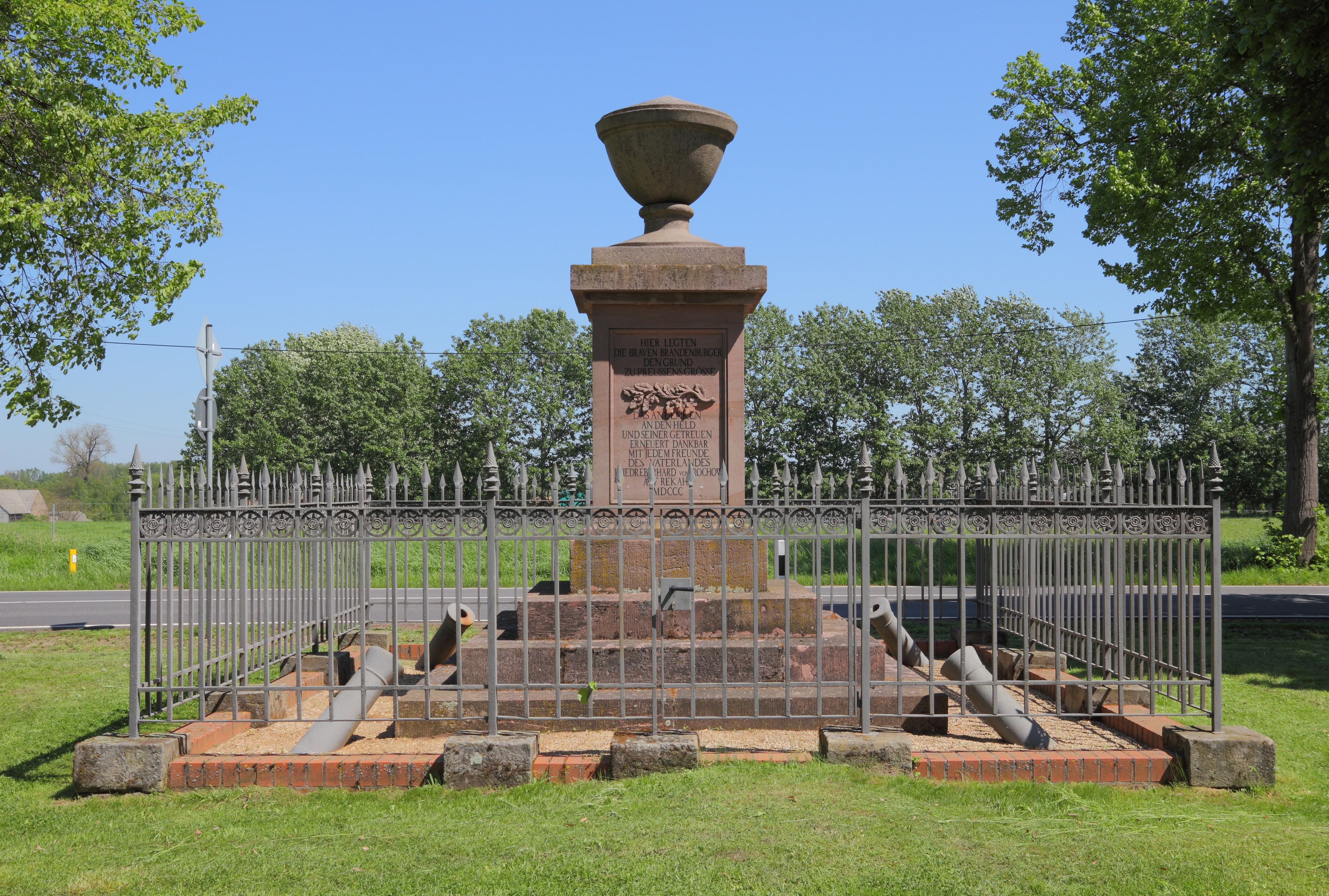
ハーケンベルクにある小さな記念碑。
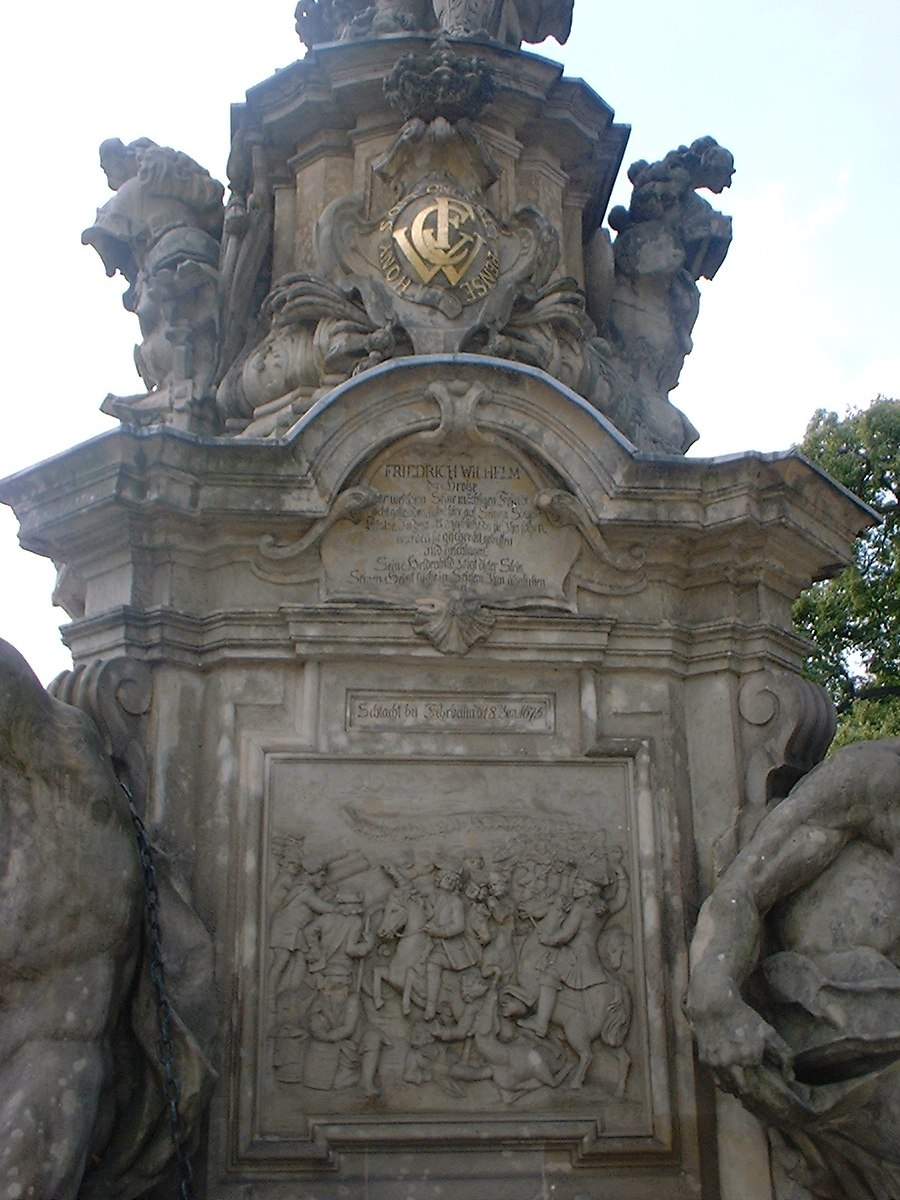
ラーテノウにある大選帝侯の記念碑。
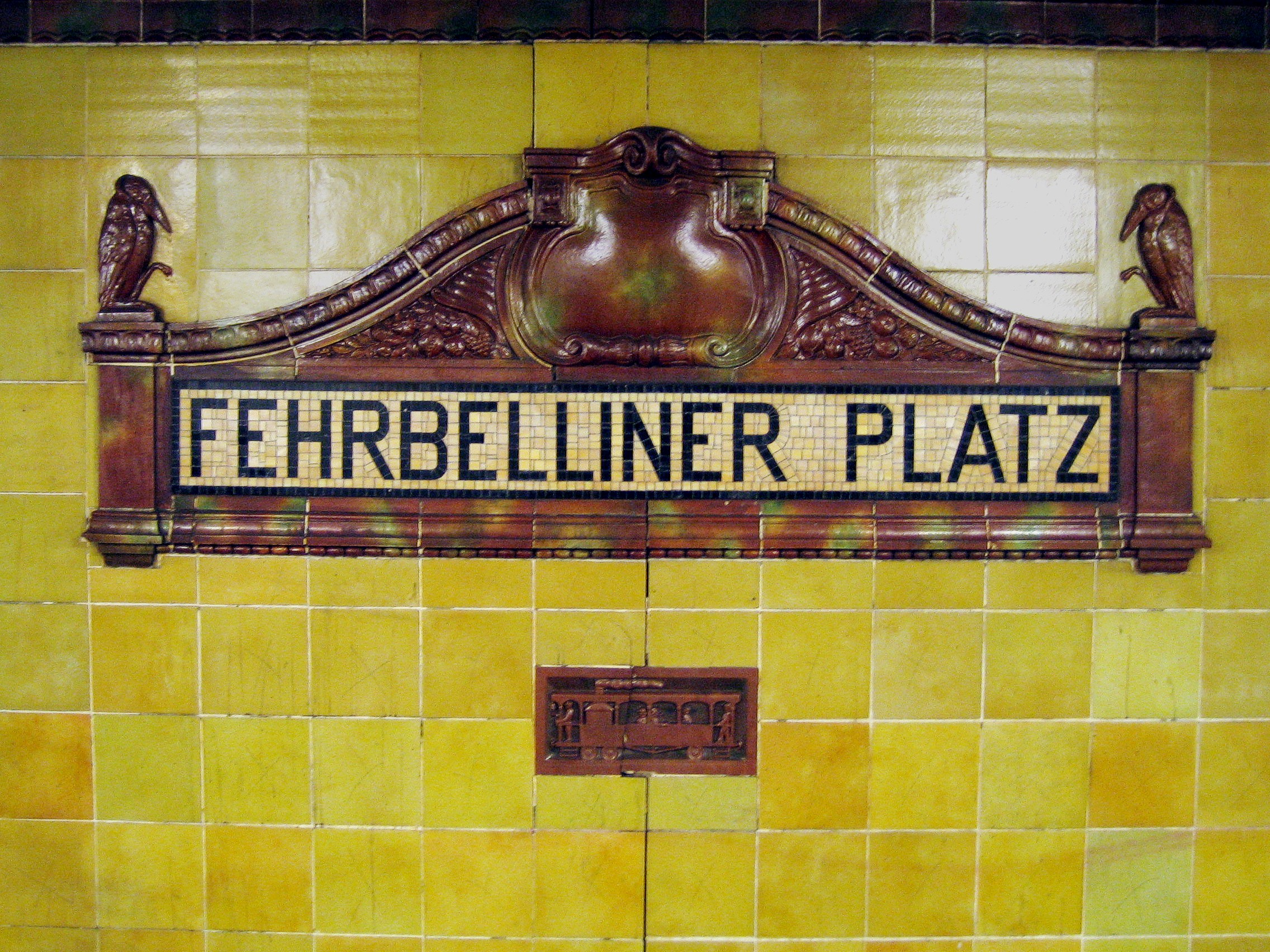
フェールベリン広場（ドイツ語版）の地下にある地下鉄の駅（英語版）。

## 典拠
1. ↑  Bauer, p. 117.
2. ↑  J. Mankel, p. 19.
3. ↑  Opgenorth, p. 169; Bauer, p. 120.
4. ↑  Bauer, P. 116 f.
5. 1 2  Bauer、 P. 120
6. ↑  Bauer, P. 124
7. ↑  Lenzius, p. 71.
8. 1 2  Bauer、 P. 131
9. ↑  Hermann von Petersdorff: Der Große Kurfürst. Berlin 1939, P. 149より。 全文はFrank Bauer著: Fehrbellin – Brandenburg-Preußens Aufbruch zur Großmacht. Potsdam 1998, P. 137 f。
10. ↑  Barbara Beuys: Der Große Kurfürst – Der Mann, der Preußen schuf. Reinbek 1984, P. 347.
11. ↑  Heinz Schilling: Höfe und Allianzen – Deutschland 1648–1763. Berlin 1998, P. 224.
12. ↑  『Theatrum Europaeum.』 Bd. 11, Frankfurt am Main 1682, P. 720.
13. ↑  Gerd-Ulrich Hermann: Georg Freiherr von Derfflinger. Berlin 1997, P. 166.
14. ↑  P. 149–151  Oeuvres P. 89–90
15. ↑  Friedrich II. von Preußen: Denkwürdigkeiten zur Geschichte des Hauses Brandenburg. München 1995, P. 105; vgl. Volz, P. 76–78 http://friedrich.uni-trier.de/de/volz/1/76/text/
16. ↑   Hermann Stegemann: Der Krieg – Sein Wesen, seine Wandlung. Bd. 2, Stuttgart/Berlin 1940, P. 26
17. ↑  Heinz Schilling: Höfe und Allianzen – Deutschland 1648–1763. Berlin 1998, P. 224。同様にGerd-Ulrich Hermann: Georg Freiherr von Derfflinger. Berlin 1997, P. 167。
18. ↑  H. Sieber: Geschichte – Ausgabe für evangelische Schulen. Breslau 1905, P. 51 f. 他にはHans Heyckが Der Große Kurfürst von Brandenburg. Berlin 1939, P. 285–297で夢想的に記述している。
19. ↑  Friedrich Polack: Geschichtsbilder – Ausgabe B. 17. Auflage, Worbis 1894, P. 256.